# 尾縣貢
尾縣 貢（おがた みつぎ、1959年6月29日 - ）は、日本の陸上競技解説者・陸上競技選手・体育学者。元十種競技日本王者。博士（体育科学）（筑波大学）。日本陸上競技連盟会長。筑波大学大学院人間総合科学研究科教授。

## 経歴
兵庫県加東郡滝野町（現在の加東市）出身。兵庫県立小野高等学校、筑波大学卒業。
小野高校時代、全国高等学校総合体育大会陸上競技大会の110mHに出場。全国制覇を成し遂げた。筑波大学時代は、十種競技の日本のトップ選手として名をはせた。小野高時代の1977年にアメリカ・ロサンゼルスで開催された日米ジュニア陸上大会で記録した110mHの14.1秒と、筑波大時代の1982年に筑波大で開催された混成記録会での十種競技7255点は、2021年現在も兵庫県民男子最高記録の地位を維持し続けている。
現在は筑波大学教授として後進の指導に従事している。また、2011年より澤木啓祐の後を引き継いで日本陸上競技連盟専務理事、2021年に日本陸上競技連盟第8代会長に就任した。2023年日本オリンピック委員会専務理事、東京2025世界陸上財団会長（代表理事）。
また、新進気鋭の陸上競技解説者としても破竹の勢いを見せており、特に日本放送協会が放送する陸上競技の大会ではもっぱら尾縣が解説を行うことで知られる。競技者時代の専門は十種競技であるが、基本的に解説者は尾縣ひとりであるため、ハンマー投や三段跳、中長距離走の解説も行う。解説者としては、軽妙なトークと深い薀蓄が持ち味。

## 主な解説大会
- インターハイ
- 北京オリンピック
- 国民体育大会
- 全国中学校体育大会
- 全国小学生交流大会
- 国際グランプリ陸上大阪大会
- 日本陸上競技選手権大会

## 著作
- 『混成競技　(最新陸上競技入門シリーズ ; 10)』（関岡康雄・尾縣貢(共著)、帖佐寛章・佐々木秀幸(監修)、ベースボールマガジン社、1989/7、ISBN 978-4583027685)
- 『ぐんぐん強くなる!陸上競技』（ベースボールマガジン社、2007/9、ISBN 978-4583100302）
- 『実践に役立つ！コントロールテストのすべて！！　自分を知る！特徴を知る！能力を伸ばす！』（指導・解説：尾縣貢、実技協力：筑波大学陸上競技部、ジャパンライム、2010/11、DVD）

## 関連書籍
- 『中長距離ランナーの科学的トレーニング』（デビッド･マーティン・ピーター･コー(共著)、征矢英昭･尾縣貢(監訳)、大修館書店、2001/7、セバスチャン・コーをコーチングした実父ピーター･コーとデビッド･マーティンによる著作、ISBN 978-4469264715）
- 『コーチングマニュアル』（全米陸上競技連盟(著)、Joseph L. Rogers(編集)、沢村博(翻訳)、澤木啓祐(翻訳)、尾縣貢(翻訳)、青山清英(翻訳)、陸上競技社、2004/3、ISBN 978-4882932505）
- 『競技力向上のトレーニング戦略』（テューダー･ボンパ(著)、尾縣貢(翻訳)、青山清英(翻訳)、大修館書店、2006/7、ISBN 978-4469266153）
- 『すべての子どもが必ずできる体育の基本　走る・泳ぐ・投げる・回る・跳ぶ』（高橋健夫(編集)、尾縣貢(編集)、高木英樹(編集)、松本格之祐(編集)、学研教育みらい、2010/4、ISBN 978-4054045316）